# Terrorisme en 1994
Chronologie du terrorisme
- 1990
- 1991
- 1992
- 1993
- 1994
- 1995
- 1996
- 1997
- 1998

## Événements

### Février
- 25 février, Palestine : le massacre du Tombeau des Patriarches à Hébron, perpétré par Baruch Goldstein, fait vingt-neuf morts et cent vingt-cinq blessés[réf. souhaitée].

### Avril
- 6 avril, Israël : un attentat à la voiture piégée à Afoula fait neuf morts. L'attaque est revendiquée par le Hamas[1]. Cette campagne d'attentats, dont trois seront annulés à la suite de la signature d'un accord en mai 1994 qui donne des pouvoirs limités à l'Autorité palestinienne, fait partie à l'origine d'une décision de vengeance, prise par le Hamas, à la suite du massacre d'Hébron perpétré par Baruch Goldstein[1].
- 13 avril, Israël : un attentat-suicide à la ceinture piégée, à Hadera fait morts[1].

### Mai
- mai, États-Unis : quatre islamiste intégristes sont condamnés à un total de deux cent quarante ans de prison pour l'attentat au camion piégé dans le sous-sol du World Trade Center de février 1993[2].

### Juin
- 18 juin, Irlande du Nord : une fusillade dans un pub du comté de Down fait six morts. L'attentat est revendiqué par l'Ulster Volunteer Force[réf. souhaitée].
- 28 juin, Japon : un attentat au gaz sarin à Matsumoto cause la mort de huit personnes. Deux cents autres personnes sont intoxiquées. Des résidents de la ville s'étaient opposés à la secte Aum Shinrikyo[3].

### Juillet
- 18 juillet, Argentine : un attentat à la voiture piégée à Buenos Aires contre l'Association mutuelle israélite argentine fait quatre-vingt-cinq morts et trois cents blessés[4].

### Août
- 13 août 1994, Algérie : attentat d'Aïn Allah
- 24 août 1994, Maroc : l'assassinat de deux touristes espagnols dans un hôtel de Marrakech entraîne la fermeture de la frontière entre l'Algérie et le Maroc[5].

### Octobre
- du 12 octobre 1994 au 21 août 1995, Israël : une série de sept attentats-suicides, dont trois revendiqués par le Djihad islamique et quatre par le Hamas, qui ont lieu à Tel Aviv, Netzarim, Jérusalem, et Beit Lid, causant la mort de soixante-cinq personnes[1].

### Novembre
- 1er novembre, Algérie : l'explosion d'une bombe au cimetière de Mostaganem tue cinq enfants et fait dix-sept blessés[6].

### Décembre
- 24 décembre, France : la prise d'otage d'un vol d'Air France Alger-Paris par des membres du GIA algérien et l'assaut du GIGN à l'aéroport de Marignane causent la mort de trois personnes, en plus des quatre preneurs d'otage[7],[8].